# Serie del giglio
La serie del giglio (Trillium) è un insieme di romanzi fantasy (in realtà senza un nome ufficiale), composta da cinque volumi scritti durante l'arco degli anni novanta da tre autrici, Marion Zimmer Bradley, Julian May e Andre Norton. Dopo il primo romanzo scritto collettivamente dalle tre autrici, ognuna di esse ha continuato il ciclo con un proprio romanzo autonomo, in molti casi senza rispettare la continuità con le opere scritte dalle altre. Il nome collettivo con cui ci si riferisce comunemente a questo gruppo di romanzi deriva dal fiore richiamato nei titoli. È talvolta citato impropriamente anche come ciclo del giglio nero dal nome del primo romanzo, benché non si tratti in senso stretto di un ciclo, e i protagonisti non siano sempre gli stessi.

## Romanzi
In ordine di pubblicazione:
- Il giglio nero (Black Trillium, 1990), di Marion Zimmer Bradley, Andre Norton e Julian May. Milano, Longanesi, 1990.
- Il giglio insanguinato (Blood Trilluim, 1992), di Julian May. Milano, Longanesi, 2000.
- Il giglio dorato (Golden Trillium, 1993) di Andre Norton. Milano, Longanesi, 2002.
- La dama del giglio (Lady of the trillium, 1995) di Marion Zimmer Bradley. Milano, Longanesi, 1998.
- Il giglio celeste (Sky Trillium, 1997) di Julian May. Milano, Longanesi, 2003.

## Edizioni
I romanzi Il giglio dorato e Il giglio celeste sono stati accreditati nell'edizione italiana come delle collaborazioni tra Marion Zimmer Bradley rispettivamente con Andre Norton e Julian May. In realtà questi due romanzi sono stati scritti unicamente dalla Norton e dalla May senza l'intervento di Zimmer Bradley (come risulta chiaro dalle edizioni originali).

## Contenuti
L'idea alla base della serie (tre principesse derubate del loro regno, che cercano di sopravvivere in un mondo ostile), originariamente fu pensata da Uwe Luserke (agente letterario tedesco) nel 1989. La sua visione del progetto era ampia e ambiziosa, e doveva racchiudere tre delle più importanti autrici fantasy del tempo, le quali avrebbero dovuto collaborare per produrre un romanzo che descrivesse le vite delle tre protagoniste. Tuttavia, quel suo progetto editoriale era molto difficile da realizzare, dato che difficilmente autori molto popolari si adattano a collaborazioni di questo stampo.
Luserke riuscì comunque a contattare per prima Andre Norton, nota per la serie Witch World, coinvolgendola nel progetto. Assieme a lei trovarono la seconda autrice, Marion Zimmer Bradley (famosa per il successo editoriale di Le nebbie di Avalon), che era anche un'amica della Norton.
Per quanto riguardava la terza autrice, Luserke tentò di coinvolgere in prima battuta Anne McCaffrey, che tuttavia non dimostrò interesse per il progetto; così la scelta cadde su Julian May che in un primo momento considerò la sua lettera uno scherzo. Solo dopo alcune trattative, la May accettò di pensarci. Fu proprio la May a scrivere una prima e personale versione della storia, intitolata Black Trillium che, con suo stupore, la Norton, la Zimmer Bradley e persino lo stesso Luserke, accettarono. Inoltre, nello stesso periodo, l'editore statunitense Bantam Books accettò di pubblicare il romanzo comprandone i diritti per una pubblicazione.
Dopo un incontro iniziale, in cui vennero stesi di getto ambientazioni, personaggi primari e tanti altri piccoli dettagli relativi al primo romanzo, tutte e tre le autrici lavorarono separatamente, condividendo il materiale via posta e Internet. Secondo quanto concordato, ognuna di loro avrebbe poi seguito la vicenda di una singola principessa: la Zimmer Bradley scelse la sorella maggiore, l'intellettuale Haramis; la Norton optò per la principessa guerriera Kadiya; mentre la May scelse la dolce e ingenua Anigel.